# آب‌بخشان
آب‌بخشان، روستایی از توابع بخش مرکزی شهرستان آمل در استان مازندران ایران است.

## جمعیت
این روستا در دهستان دشت‌سر سفلی قرار داشته و براساس آخرین سرشماری مرکز آمار ایران که در سال ۱۳۸۵ صورت گرفته، جمعیت آن ۸۶۱ نفر (۲۳۶ خانوار) بوده‌است. مردم آب بخشان از قومیت طبری هستند که ریشه آن به قوم آمارد و قوم تپوری می‌رسد. مردم آب بخشان به زبان طبری (مازندرانی) و گویش آملی سخن میگویند.